# Marienkapelle (Monheim am Rhein)

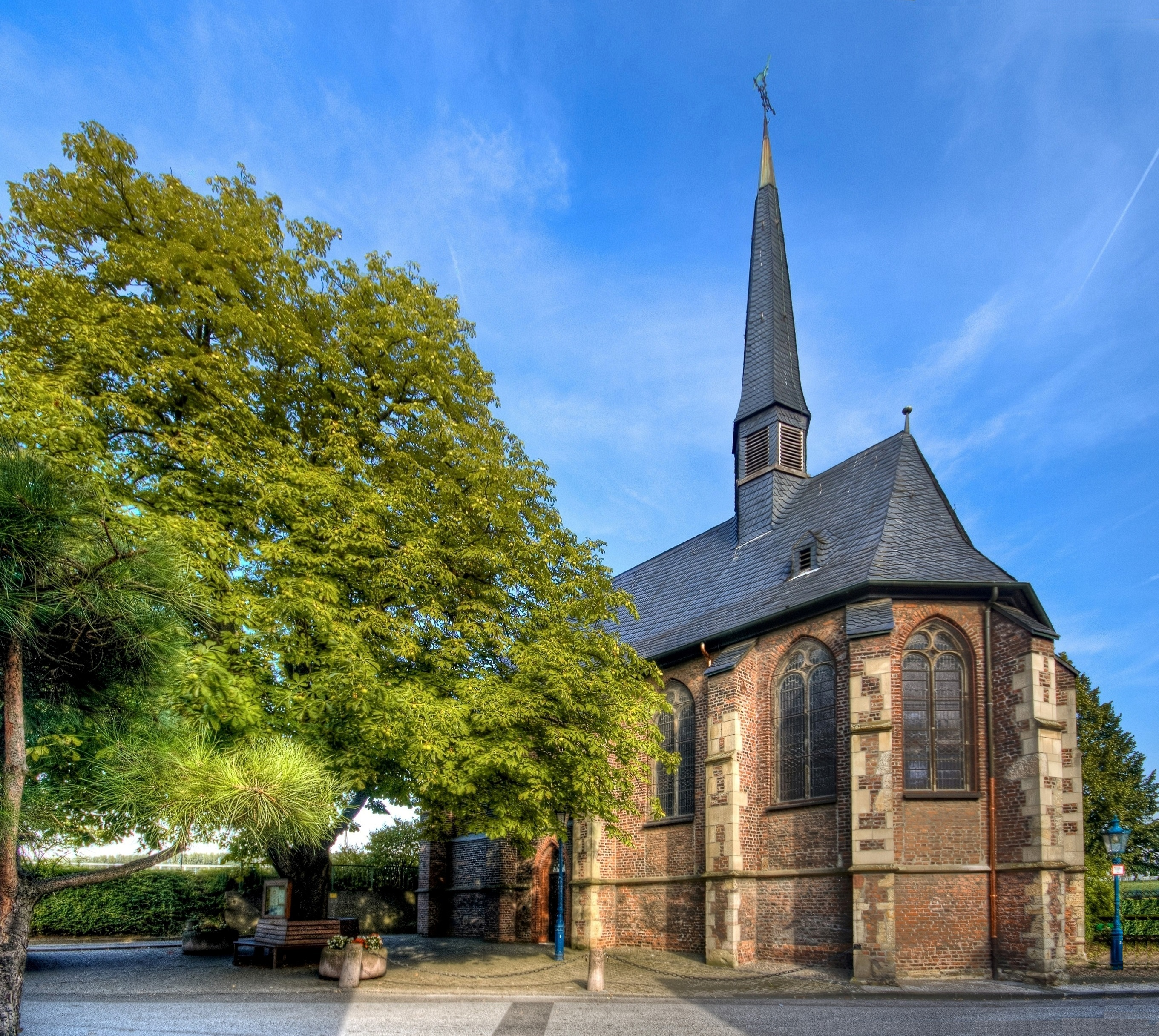
Marienkapelle von Südosten (2012)

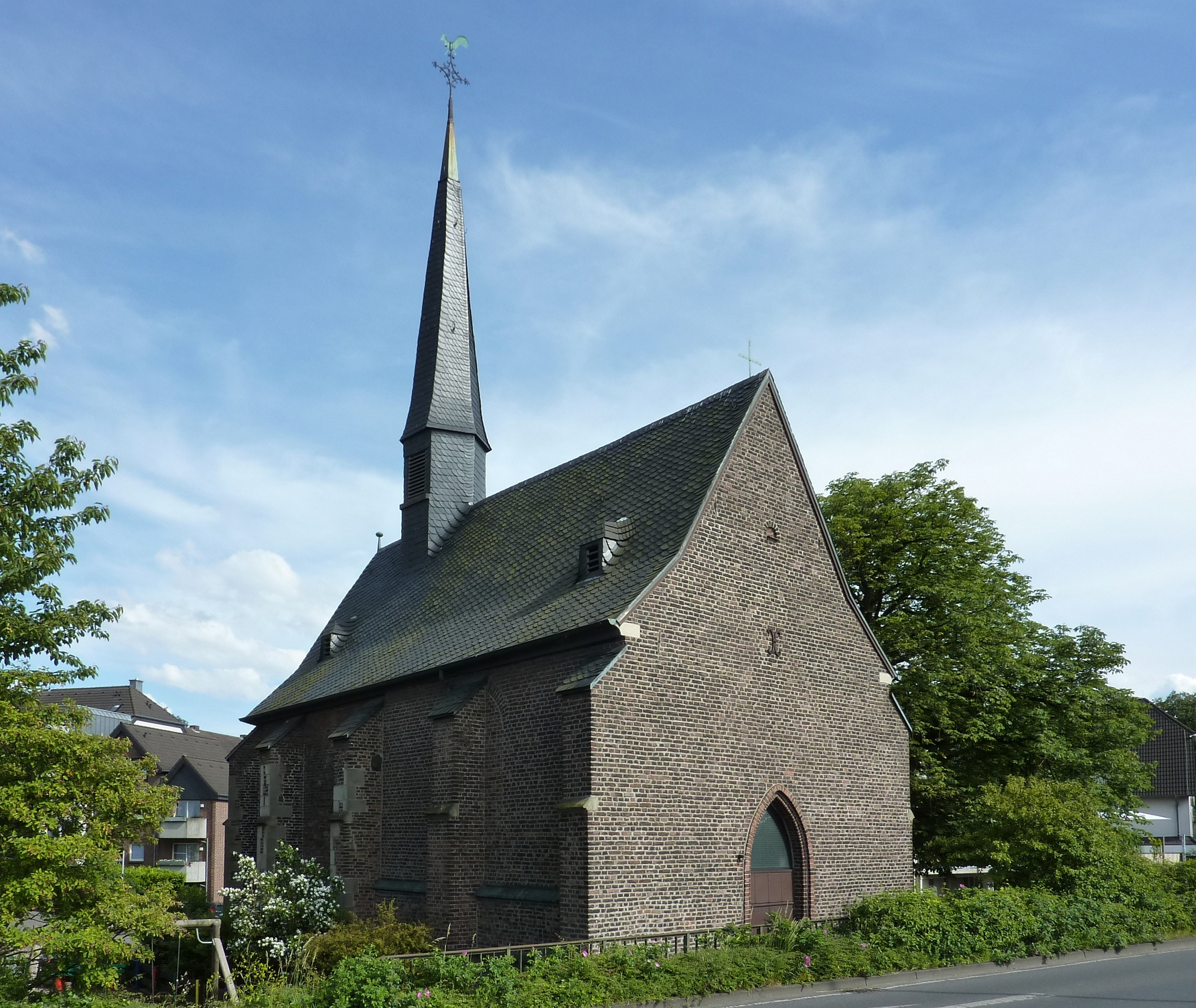
Nordwestansicht (2014)

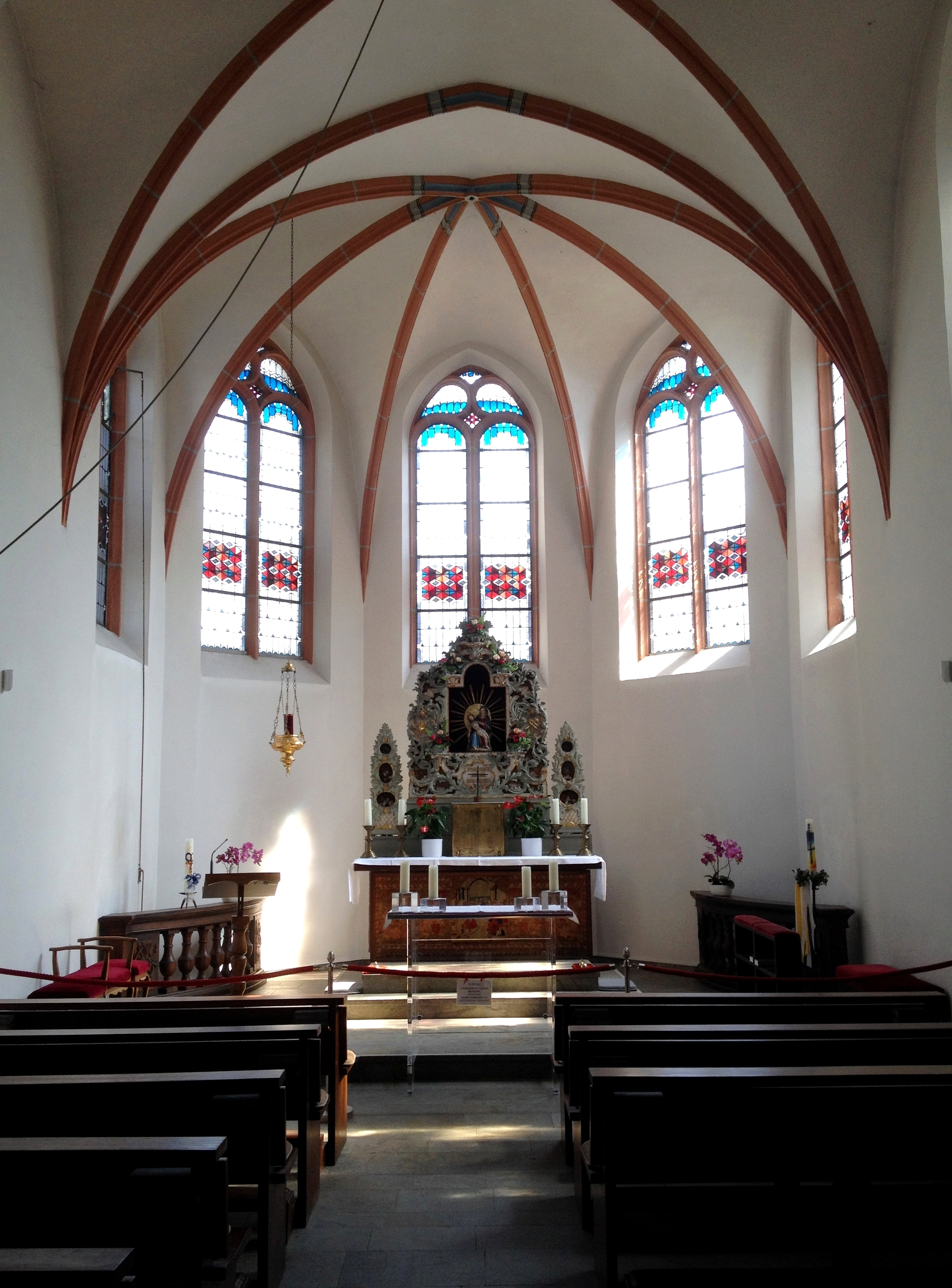
Innenraum (2019)

Die Kapelle zur Schmerzhaften Mutter, meist einfach Marienkapelle genannt, ist eine spätgotische Wallfahrtskapelle in Monheim am Rhein (Kreis Mettmann) in Nordrhein-Westfalen. Sie gehört heute zur römisch-katholischen Kirchengemeinde Monheim.

## Geschichte
1418 ist die Errichtung einer Holzkapelle der Schmerzhaften Muttergottes direkt am Monheimer Rheindeich nachweisbar. An dieser Stelle lag der Landesteg einer Rheinfähre (1374 erstmals urkundlich erwähnt). So konnten Gläubige auch von der linksrheinischen Seite und aus Köln die Kapelle mit dem als wundertätig verehrten Gnadenbild erreichen. 1514 schließlich wurde die heutige spätgotische Kapelle geweiht, von der 1553 Hermann von Weinsberg berichtet, dass zu Zeiten der Pest viele Kölner sie aufgesucht und dort Hilfe erbeten hätten.

## Architektur und Ausstattung
Die Kapelle ist ein einschiffiger kreuzrippengewölbter Backsteinbau mit dreiseitigem Chorschluss, zweimal abgetreppten Strebepfeilern und sechsseitigem geschiefertem Dachreiter. Sie besitzt ein kleines spätgotisches Vesperbild vom Anfang des 16. Jahrhunderts in einem geschnitzten Altarretabel aus der Zeit um 1700.

## Konzertreihe
Unter der Schirmherrschaft von Ulla Hahn und Klaus von Dohnanyi veranstaltet der Verein Marienkapelle e.V. an jedem ersten Sonntag im Monat um 16 Uhr ein Konzert in der Marienkapelle. Die künstlerische Leitung hat Oliver Drechsel.